# Hydropsyche orectis
Hydropsyche orectis är en nattsländeart som beskrevs av Wolfram Mey 1999. Hydropsyche orectis ingår i släktet Hydropsyche och familjen ryssjenattsländor. Inga underarter finns listade i Catalogue of Life.